# SeaBus

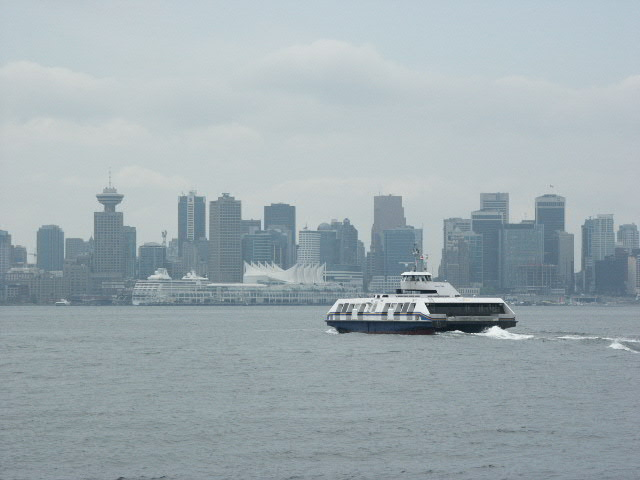
SeaBus

SeaBus je osobní trajekt, provozovaný společností Coast Mountain Bus Company napříč fjordem Burrard Inlet, mezi centrem Vancouveru a městem North Vancouver.
SeaBus je součástí vancouverského systému městské hromadné dopravy TransLink. Stanice ve Vancouveru je u nádraží Waterfront, kde mohou cestující přestoupit na podzemní dráhu SkyTrain nebo příměstskou trať West Coast Express. V North Vancouveru přistává trajekt u dopravního uzlu Lonsdale Quay.

## Historie
Pravidelnou dopravu na trase zahájila loď North Vancouver v roce 1900. O tři roky později převzala provoz nově založená společnost North Vancouver Ferry and Power Company; provozovala loď St. George. Později byly obě lodi přejmenovány na North Vancouver Ferry No. 1 a North Vancouver Ferry No. 2. Společnost v roce 1908 převzalo město North Vancouver, krátce poté byla uvedena do provozu i loď North Vancouver Ferry No. 3. V roce 1936 byla lod číslo 2 z provozu vyřazena a později vyhořela.
Po otevření mostu Lions' Gate Bridge v roce 1938 nastal samozřejmý odliv cestujících. Jejich počty opět rapidně vzrostly během druhé světové války. V té době se v loděnicích na severním břehu stavělo mnoho lodí a trajekt sloužil zejména dopravě dělníků z loděnic a zpět. V roce 1941 byla do provozu uvedena loď číslo 4. a o rok později byla najata loď Crosline ze Seattlu. V roce 1943 SeaBus přepravil přes sedm miliónů pasažérů.
V padesátých letech došlo opět k velkému poklesu počtu cestujících. Loď číslo 3 byla v roce 1953 prodána. Kvůli stále vzrůstajícím nákladům byl provoz čím dál více ztrátový a tak byla přeprava 30. srpna 1958 zastavena. Loď č. 4 později sloužila v přístavním městě Prince Rupert, zatímco č. 5 byla přestavěna společností Seven Seas Restaurant na plovoucí restauraci v North Vancouveru; ta sloužila svému účelu až do odprodeje lodi k sešrotování v roce 2002. V roce 1977 byl provoz trajektu pod názvem SeaBus opět obnoven, poté co se obě města vzdala plánu na stavbu druhého dálničního mostu přes Burrard Inlet.

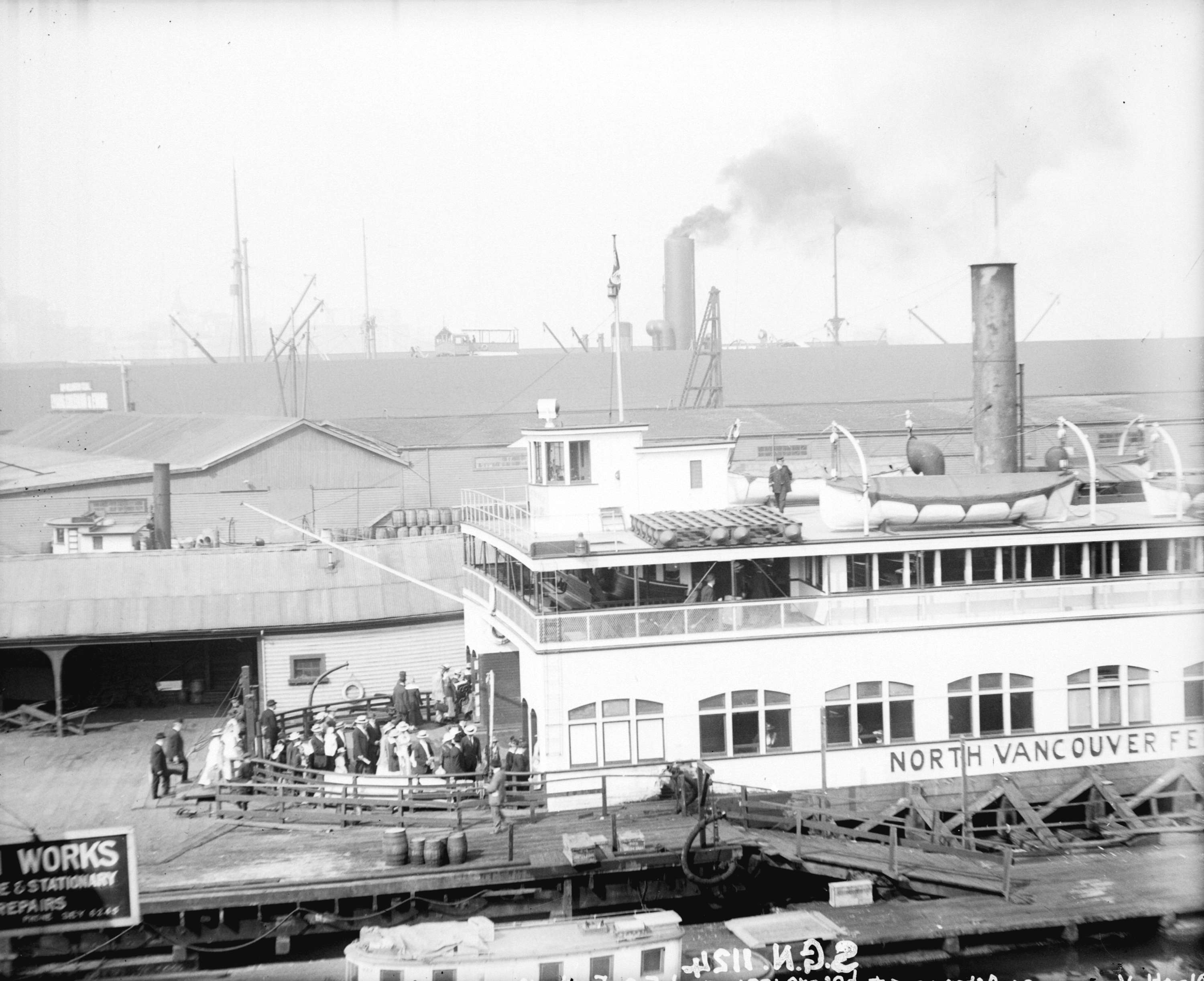
Cestující nastupující na trajekt North Vancouver v roce 1915
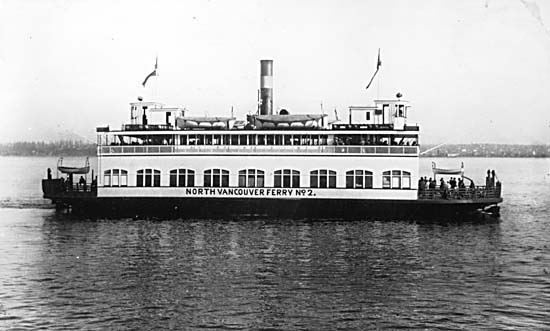
North Vancouver Ferry No. 2
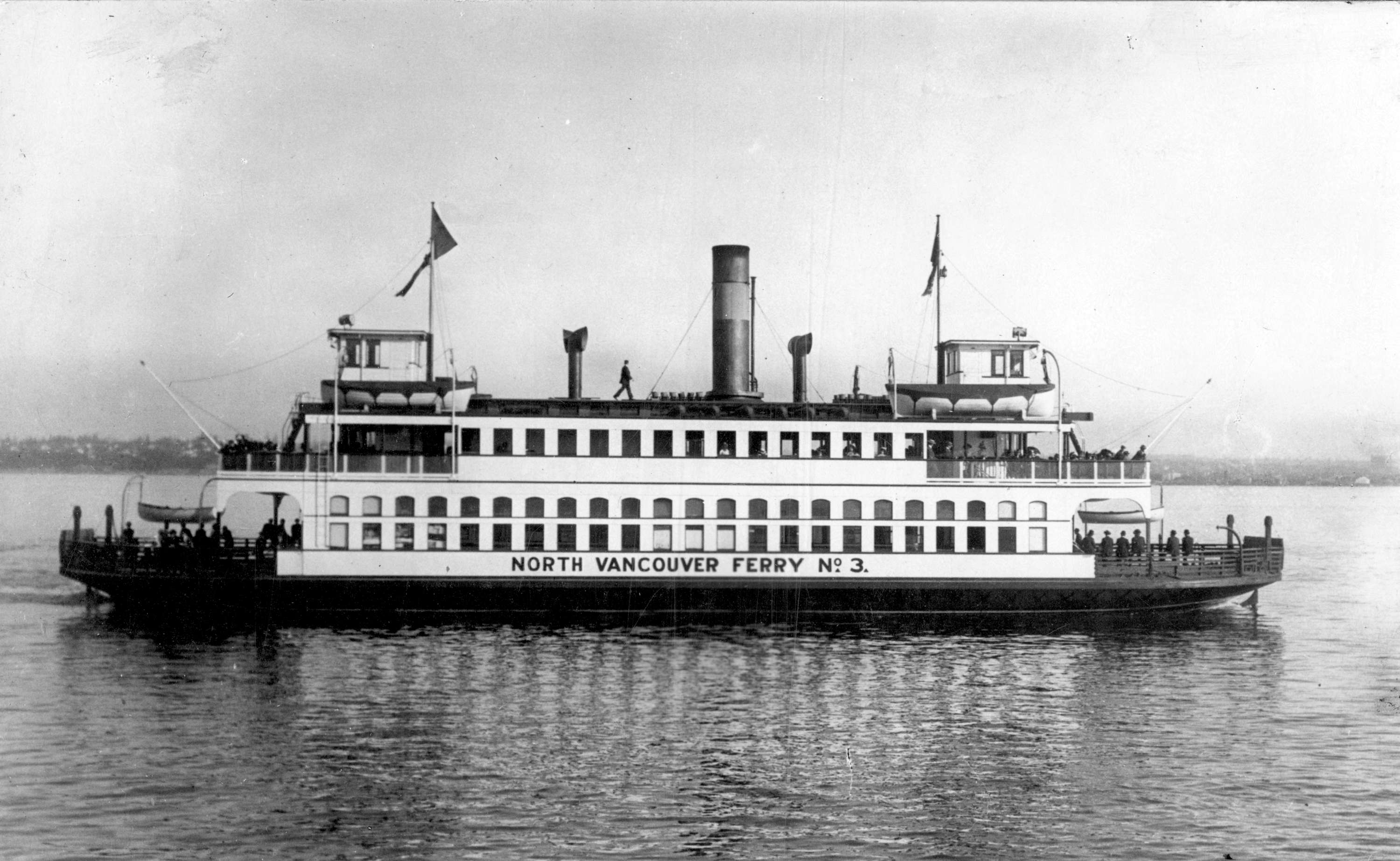
North Vancouver Ferry No. 3

## Provoz
Trajekt je v provozu denně od 6:00 do 0:30. Od pondělí do soboty přes den jezdí dvě lodě v patnáctiminutovém taktu. Jízda trvá 10 až 12 minut, přičemž nástup a výstup cestujících zabere dalších 3 až 5 minut. Celá plavba tak trvá celkem 15 minut. V současnosti vykonávají obě lodě 50 plaveb denně. Během večerních hodin a v neděli funguje pouze jedna loď, přičemž interval plaveb se prodlouží na 30 minut.

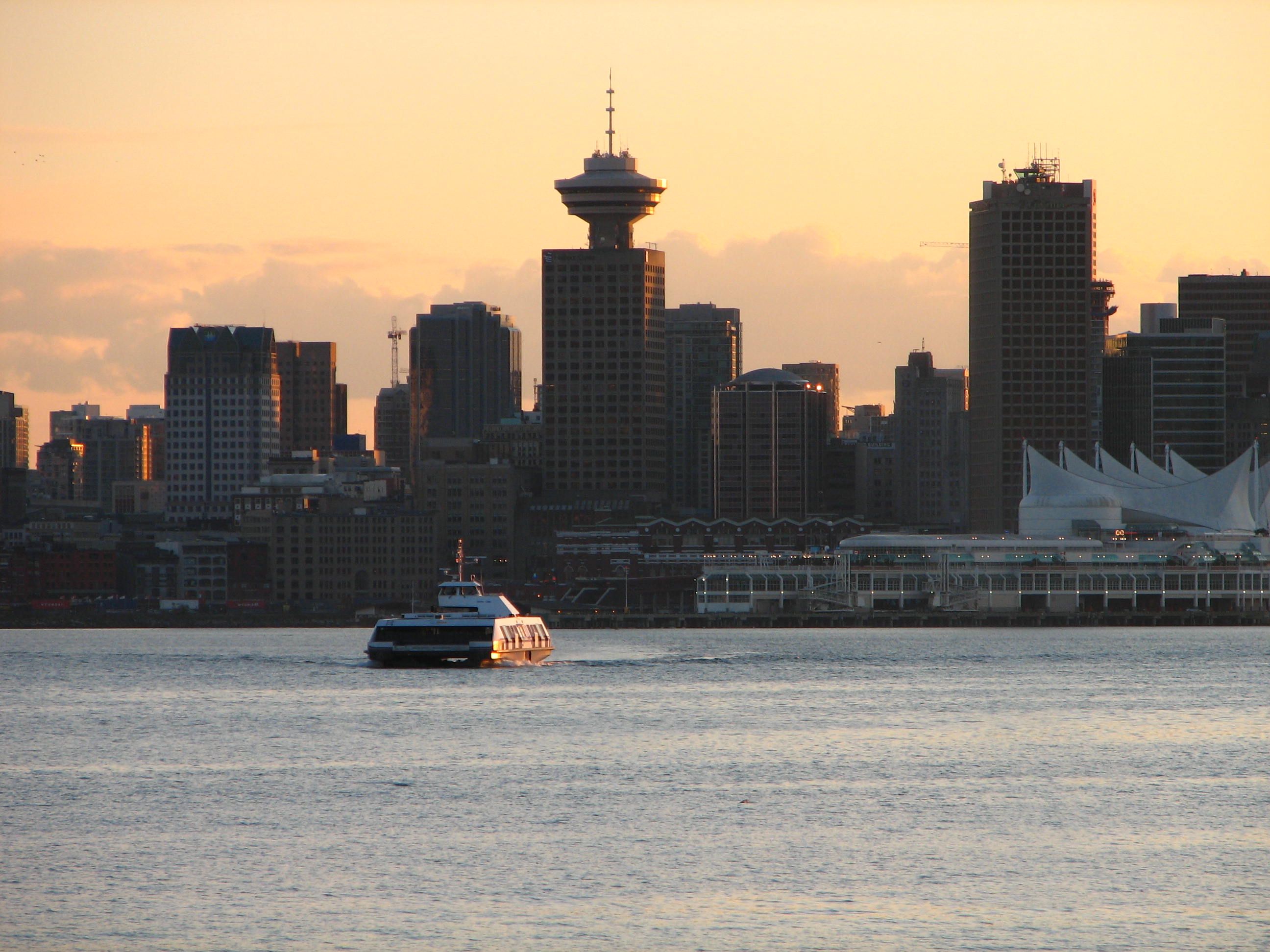
SeaBus směřující z Lonsdale Quay do Vancouveru

Lodě mohou také celý interval zkrátit na 12 minut (dokonce i na 10 minut i s výstupem a nástupem pasažérů). Avšak při kratším intervalu tento zrychlený provoz vytváří za loďmi vlny, které obtěžují ostatní lodě plavící se ve vodách fjordu Burrard Inlet. Přesto lodě během dopravní špičky občas tuto zrychlenou přepravu používají.
Turnikety u vstupu na kotviště trajektů slouží na počítání pasažérů, nastupujících na SeaBus. Když počet pasažéru dosáhne povoleného maxima, tak turniket zablokuje cestu a ostatní cestující musí počkat na další spoj.
Příslušníci dopravní policie ze South Coast British Columbia Transportation Authority Police Service vykonávají na palubě náhodné kontroly. Cestující, který si nekoupil jízdenku, může dostat pokutu ve výší až 173 CAD. Tak jako v celé vancouverské veřejné dopravě je provoz na Nový rok zdarma.

### Kotviště

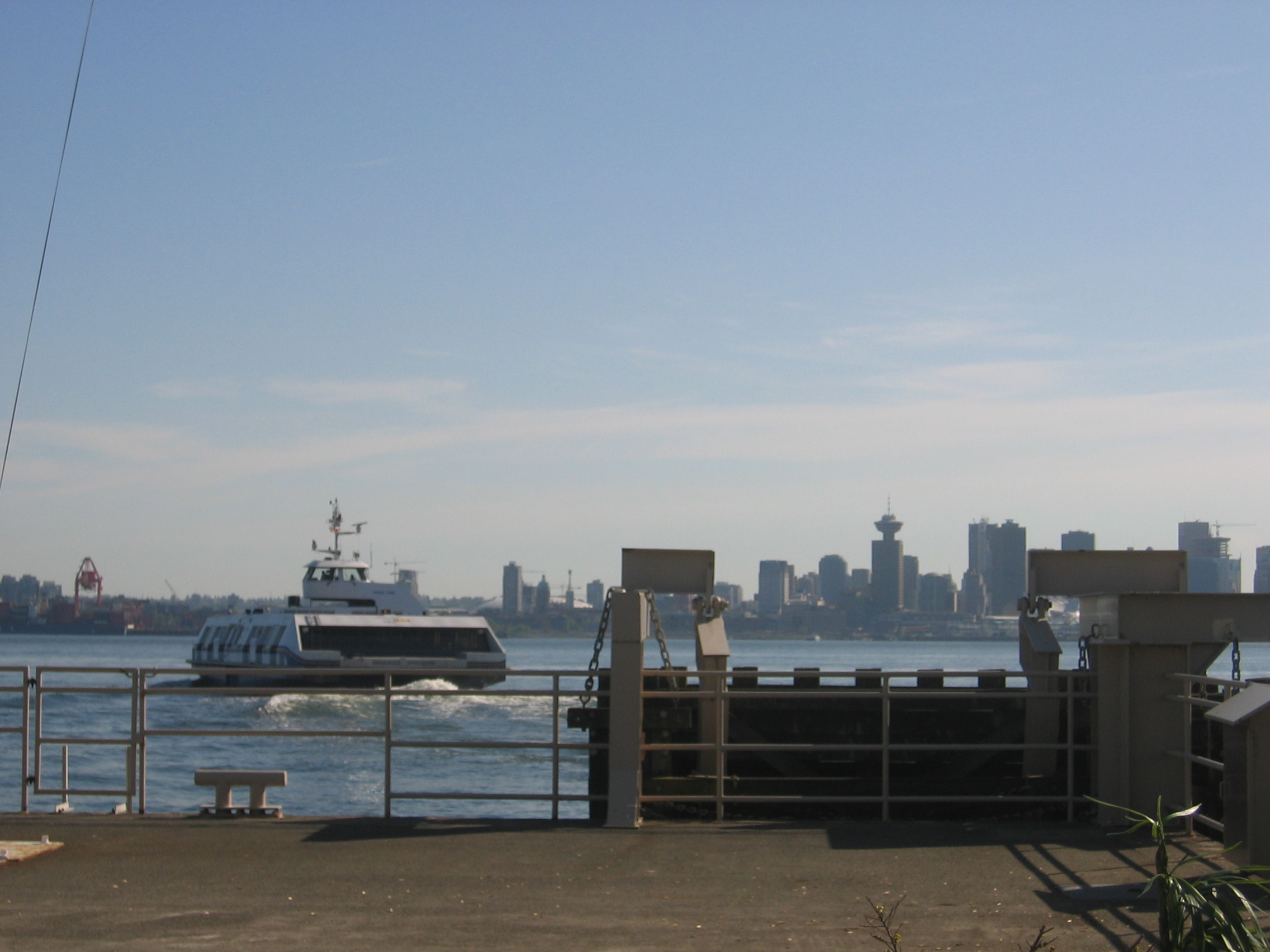
Kotviště ve městě North Vancouver

SeaBus má na vancouverské straně přístav u železniční stanice Waterfront Station, která leží nedaleko Vancouver Convention Centre a terminálu trajektů a výletních lodí Canada Place. Ve stanici Waterfront Station je možné přestoupit na nadzemní metro SkyTrain a rychlodráhu West Coast Express.
Ve městě North Vancouver SeaBus kotví na Lonsdale Quay, které je kromě dopravního uzlu i důležitou turistickou destinací s hotelem, tržnicí a autobusovou zastávkou.

### Plavidla
Přepravu cestujících zajišťují dva hliníkové katamarany. Nástup cestujících je možný na obou koncích lodi. Ta se tím pádem nemusí otáčet a může plout oběma směry. Pohon zajišťují čtyři dieselové motory se čtyřmi lodními šrouby. Motory jsou shodné s těmi, které používají autobusy TransLink. Údržba lodí probíhá v nočních hodinách a o nedělích.
Lodě jsou vybaveny radarem, díky kterému může provoz probíhat i za husté mlhy. Protože nejsou k dispozici další náhradní lodě, všechna údržba a opravy probíhají během víkendů, když přepravu cestujících zajišťuje pouze jedna loď. Výměna motoru a menší opravy se mohou uskutečnit během noční přestávky. Navzdory tomu, že tyto dvě lodě jsou v provozu již tři desetiletí, jen zřídkakdy se musely stáhnout ze služby z důvodu oprav. Díky tomu dosáhly 99,92% spolehlivost, což je rekord v celé Severní Americe.
Každá loď má čtyři členy posádky, kapitána a první důstojníka na můstku a dva průvodčí na palubě pro cestující.
K dvěma původním plavidlům přibyly další dvě lodě. Starší lodě mají projít generální opravou, jejich životnost se má zvýšit o dalších 20 let.
| Plavidlo                  | Rok výroby (místo)        | Kapacita | Status     | Exteriér                            | Interiér                        |
| ------------------------- | ------------------------- | -------- | ---------- | ----------------------------------- | ------------------------------- |
| MV Burrard Otter          | 1976 (Vancouver)          | 385      | nevužívána |                                     |                                 |
| MV Burrard Beaver         | 1976 (Victoria)           | 385      | v provozu  |                                     | (podobný jako MV Burrard Otter) |
| MV Burrard Pacific Breeze | 2009 (Vancouver/Victoria) | 385      | v provozu  |                                     |                                 |
| MV Burrard Otter II       | 2014 (Singapur)           | 385      | v provozu  | (podobný MV Burrard Pacific Breeze) |                                 |